# Mitchell Heights (Virginia Occidental)
Mitchell Heights es un pueblo ubicado en el condado de Logan en el estado estadounidense de Virginia Occidental. En el Censo de 2010 tenía una población de 323 habitantes y una densidad poblacional de 371,16 personas por km².

## Geografía
Mitchell Heights se encuentra ubicado en las coordenadas 37°54′31″N 81°59′12″O / 37.90861, -81.98667. Según la Oficina del Censo de los Estados Unidos, Mitchell Heights tiene una superficie total de 0.87 km², de la cual 0.87 km² corresponden a tierra firme y (0%) 0 km² es agua.

## Demografía
Según el censo de 2010, había 323 personas residiendo en Mitchell Heights. La densidad de población era de 371,16 hab./km². De los 323 habitantes, Mitchell Heights estaba compuesto por el 97.83% blancos, el 0.31% eran afroamericanos, el 0% eran amerindios, el 1.55% eran asiáticos, el 0% eran isleños del Pacífico, el 0% eran de otras razas y el 0.31% pertenecían a dos o más razas. Del total de la población el 0.31% eran hispanos o latinos de cualquier raza.